# سارة باتون بويل
سارة باتون بويل (بالإنجليزية: Sarah Patton Boyle)‏ هي كاتِبة أمريكية، ولدت في 9 مايو 1906 في شارلوتسفيل في الولايات المتحدة، وتوفيت في 20 فبراير 1994 في مقاطعة أرلنغتون في الولايات المتحدة.